# Педикюр

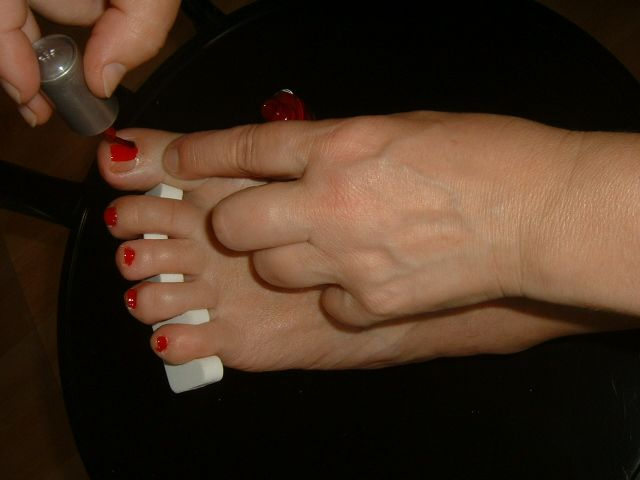

Педикю́р (фр. pédicure, від лат. pes (pedis) — нога і curo — піклуюся) — спеціальний догляд за пальцями ніг (наприклад, видалення мозолів, полірування нігтів) та шкірою стопи (наприклад, видалення загрубілих ділянок, обробка пом'якшувальними засобами, масаж стоп) По суті — аналог манікюра для ніг.
У минулому педикюром займалися цирульники. На початку XX ст. в Європі з'явилися спеціальні заклади для виконання педикюру.

## Виконання педикюру
- Початковий етап класичного педикюру — надання правильної форми нігтям. Оскільки розпарену нігтьову пластину набагато легше деформувати.

- Нігті обрізаються за допомогою спеціальних ножиць або щипців і підпилюються манікюрною пилкою. Важливо зберегти природну овальну або прямокутну форму нігтів і не надто закругляти їх по краях, щоб не спровокувати вростання нігтя.

- Для ванночок, можуть бути використані добавки: морська сіль, цілющі ароматичні трави або спеціально розроблені професійні склади. Такі склади можуть включати дезінфікуючі і відбілюючі речовини, а також зволожуючі, лікувальні, дезодоруючі складові.

- Далі переходять до оброблення нігтьового ложа. Спеціальними щипцями видаляють кутикули, попередньо піднявши її металевою лопаткою. Після цього кутикула обробляється олією, а на всю поверхню стопи наноситься крем, залежно від потреб.

- І у фіналі, за бажанням, нігті покривають лаком.
- Огляд та обробка шкіри стопи в залежності від стану шкіри (шліфування, змащування пом'якшувальними заходами), під час втирання пом'якшувального засобу легкий масаж

## Історія
Люди займаються педикюром нігтів понад 4000 років. У південній Вавилонії вельможі використовували інструменти з цільного золота, щоб робити собі манікюр і педикюр. Використання лаку для нігтів можна простежити ще далі. Виникаючи в Китаї в 3000 році до нашої ери, колір нігтів вказував на соціальний статус людини, згідно з рукописом династії Мін; королівські нігті фарбували в чорний і червоний колір. Стародавні єгиптяни займалися манікюром ще у 2300 році до нашої ери.
Зображення раннього манікюру та педикюру було знайдено на різьбі з гробниці фараона, і єгиптяни були відомі тим, що приділяли особливу увагу своїм стопам і ногам. Єгиптяни також фарбували нігті, використовуючи червоний колір, щоб показати найвищий соціальний клас. Кажуть, що нігті Клеопатри були пофарбовані в насичено-червоний колір, тоді як у цариці Нефертіті був яскравіший рубіновий відтінок. У Стародавньому Єгипті та Римі військові командири також фарбували нігті під губи, перш ніж йти на бій.